# Requiem: BloodyMare
Requiem: BloodyMare (레퀴엠 온라인) è un MMORPG gratuito creato dalla Gravity. È caratterizzato da un'atmosfera di stampo horror.

## Trama
Ethergia, la terra nel quale Requiem: BloodyMare è ambientato, viene dominata da 3 razze, Kruxena, creature umanoidi simili ad elfi oscuri; i Turban, creature paragonabili ad umani per aspetto fisico; ed i Bartuk, grandi creature che ricordano i mezz'orchi. Con la patch 3.0 le razze aumentano da 3 a 4 permettendo agli Xenoa, sorta di piccoli alieni, di entrare in scena.

## Modalità di gioco
Le varie modalità di gioco ricordano in particolare World of Warcraft poiché anch'esso offre ai giocatori, oltre alla classica modalità PVE che li vedrà impegnati nel completamento di missioni o in farming, una modalità di PVE che li vedrà impegnati nella ricerca di altri giocatori disposti a formare un Party (Gruppo) o più di uno (Alliance), per sfide più impegnative all'interno di zone chiamate Dungeon(s) o Instance(s).
Requiem: BloodyMare offre anche varie modalità di PVP ancora in sviluppo, come i BattleGround, le comuni Arene, ed il PK (Player Killing: in pratica sarebbe un via libera a uccidere qualunque giocatore senza che questi deva accettare una richiesta di duello), disponibile attualmente solo sul server "Hammerine".
I server sono al momento 3: Valdes, Lintra (detti anche "server italiani" in quanto le gilde più grandi presenti in Requiem si trovano lì) e Hammerine, messo da parte dai nostri compaesani per la presenza della modalità PK (Player Killing).

## Le Razze e i Mestieri
Come in molti RPG, le razze dominanti si classificano secondo i loro "mestieri", che attribuiscono loro abilità e specializzazioni diverse a seconda del mestiere scelto. Ogni razza può effettuare il trasferimento da un mestiere ad un altro due volte potendo scegliere ogni volta due mestieri differenti. Cominciando tutti come Temperion, al livello 10 viene attivata una missione che permetterà in seguito al completamento di essa, il trasferimento.
A seconda della razza scelta si hanno i rispettivi mestieri:
- Kruxena
  - 1st Job: Rogue - è un mestiere melee (in mischia) che usa principalmente due spade o due pugnali, basata non tanto sul danno, ma sulla velocità di attacco; utilizza varie abilità chiamate DoT (Damage over Time) che infliggono danno continuo per un lasso limitato di tempo oltre al danno già inferto precedentemente. Inoltre il Rogue è l'unico mestiere che permetta l'apprendimento di alcune abilità capaci di rendere il personaggio totalmente invisibile, ovvero impossibile da vedere sia dai mostri che dagli altri giocatori.
  - 2nd Job: Assassin
  - 2nd Job: Shadow Runner
  - 1st Job: Soul Hunter - effettuato il trasferimento, il Kruzena Temperion acquisirà poteri magici diventando quindi ranged (a distanza). Utilizza per lo più attacchi magici potenti e buff (potenziamenti) concentrati sull'evasione che determina la possibilità di schivare gli attacchi avversari, e sulla difesa fisica.